# Simpsonichthys cholopteryx
Simpsonichthys cholopteryx är en fiskart som beskrevs av Costa, Moreira och Lima 2003. Simpsonichthys cholopteryx ingår i släktet Simpsonichthys och familjen Rivulidae. Inga underarter finns listade i Catalogue of Life.